# Poecilotriccus plumbeiceps
El titirijí cabecicanela (Poecilotriccus plumbeiceps), también denominado mosqueta de cabeza canela (en Argentina y Paraguay), mosqueta de cara canela (en Bolivia, Uruguay y Argentina), espatulilla de cara ocrácea (en Perú) o titirijí de cara ocre, es una especie de ave paseriforme de la familia Tyrannidae perteneciente al género Poecilotriccus. Es nativo de Sudamérica.

## Distribución y hábitat
Las subespecies se distribuyen separadamente, respectivamente desde el sureste de Perú, por Bolivia hasta el norte de Argentina; y desde el noreste de Brasil hasta el este de Paraguay, noreste de Argentina y norte de Uruguay.
Esta especie es considerada bastante común en su hábitat natural: el sotobosque y los bordes de selvas húmedas montanas bajas, principalmente abajo de los 2500 m de altitud.

## Sistemática

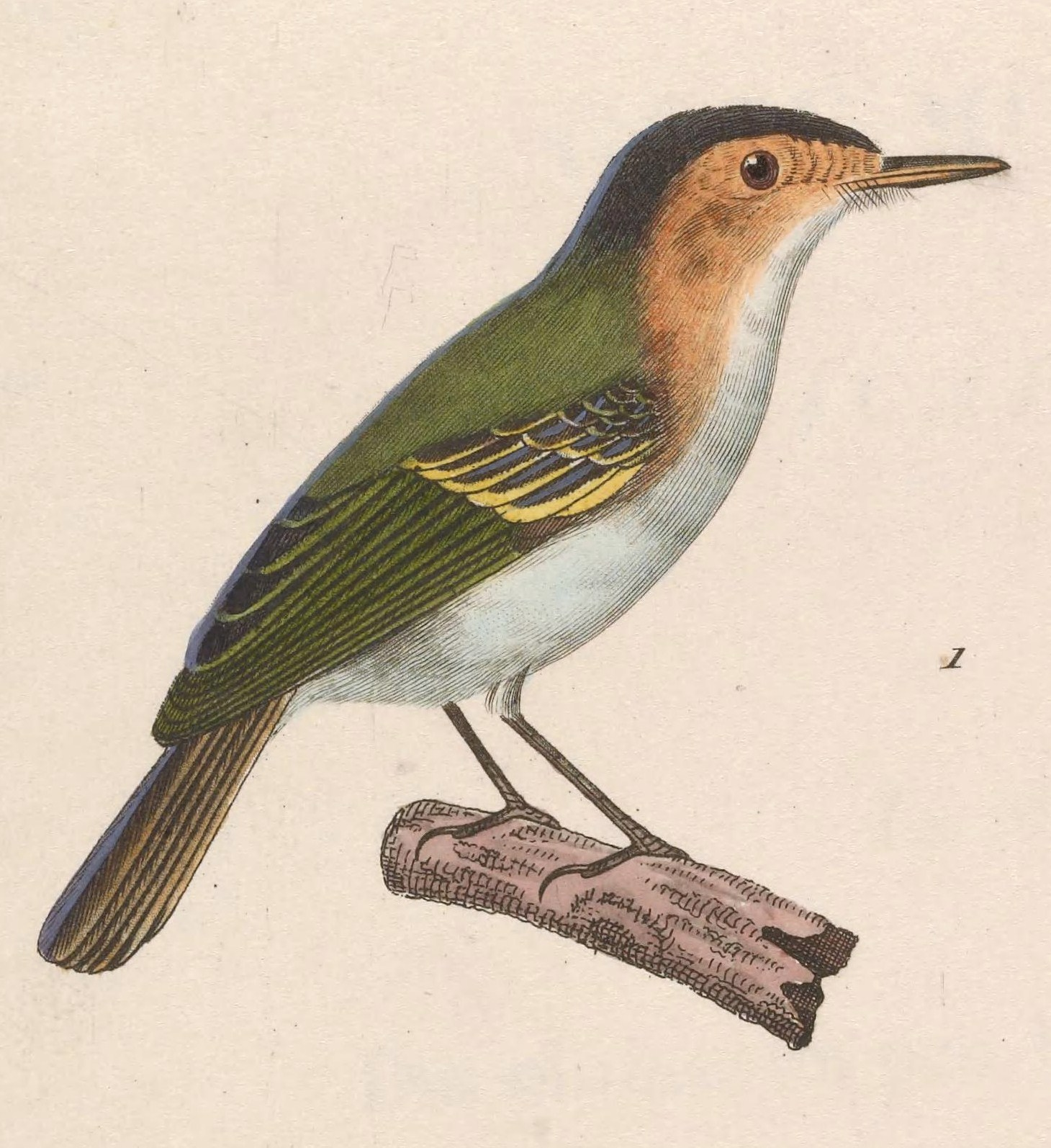
Muscicapa gularis, sinónimo de Poecilotriccus plumbeiceps, ilustración de Huet y Prêtre en Temminck Nouveau recueil de planches coloriées d'oiseaux, 1838.

### Descripción original
La especie P. plumbeiceps fue descrita por primera vez por el naturalista francés Frédéric de Lafresnaye en 1846 bajo el nombre científico Todirostrum plumbeiceps; la localidad tipo es «Brasil, Bolivia, corregido para Paraguay».

### Taxonomía
Anteriormente fue situada en el género Todirostrum. Forma una superespecie con Poecilotriccus russatus.

### Subespecies
Según las clasificaciones del Congreso Ornitológico Internacional (IOC) y Clements Checklist/eBird se reconocen cuatro subespecies, con su correspondiente distribución geográfica:
- Poecilotriccus plumbeiceps obscurum (J.T. Zimmer, 1940) - sureste de Perú (desde Cuzco) hacia el sur hasta el este de Bolivia (Santa Cruz).
- Poecilotriccus plumbeiceps viridiceps (Salvadori, 1897) - sur de Bolivia (desde Chuquisaca) hacia el sur hasta el norte de Argentina (Salta).
- Poecilotriccus plumbeiceps cinereipectus (Novaes, 1953) - noreste y centro este de Brasil (Alagoas, Bahía, sureste de Minas Gerais, Espírito Santo).
- Poecilotriccus plumbeiceps plumbeiceps (Lafresnaye, 1846) - este de Paraguay, sureste de Brasil (Río de Janeiro y São Paulo hacia el sur hasta Río Grande do Sul), noreste de Argentina (Misiones, Corrientes) y noreste de Uruguay.[6]